# Commission de plus fort découvert
En finance, la commission de plus fort découvert (CPFD) est une commission facturée par les banques dans le cas d'un découvert. Cette commission est calculée à partir du plus fort découvert sur la période d'un mois.